# منوجهري
منوجهري (اسمه الكامل: أبوالنجم أحمد بن قوص بن أحمد منوچهري دامغاني) شاعر فارسي، من أهل دامغان. توفي سنة 433 هجرية. وأختار هذا الاسم نسبة إلى حاكم طبرستان الأمير الزياري منوجهر بن كاووس وشمگير المقلب بفلك المعالي. ومن أشهر قصائده قصيدة لغز شمع وانتهى فيها إلى مدح العنصري وهذه القصيدة مذكورة في ديوان الشاعر. ومنوجهري كان أكثر الشعراء المتقدمين بالمسمط.[بحاجة لإعادة كتابة]

## طالع أيضًا
- عازف القيثارة التركي